# 492

## Esdeveniments
- 1 de març - Roma: El mateix dia de la mort del papa Fèlix III, és nomenat el seu successor Gelasi I.
- Burgúndia: El rei Gundebald emprèn una expedició victoriosa sobre Itàlia (Ligúria i Llombardia).

## Naixements
- Gal·les (Britànnia): Rhun Hir ap Maelgwn, rei de Gwynedd. (m. 586)

## Necrològiques
- 1 de març - Roma: Sant Fèlix III, papa.